# 祝瓶山
祝瓶山（いわいがめやま）は山形県西部に位置する標高1,417mの山である。山体は山形県長井市と小国町にまたがっており、日本三百名山の一つにも選ばれている。

## 概要
祝瓶山は朝日山地の主峰・大朝日岳から南南西に伸びる山稜の上に位置している。標高は1500mにも満たないが、岩陵が発達する極めて峻険な山容を示す。このことから、俗に東北のマッターホルンとも呼ばれる。祝瓶山の北稜部が磐梯朝日国立公園の出羽三山・朝日地域に含まれている。
なお、祝瓶山は、地質学的には朝日山地のほかの山と同様に花崗岩を中心とした深成岩からなる山である。

## 登山ルート
登山ルートには、長井市側から登る桑住平ルートと、小国町側から登る針生平(はんなりだいら)ルートの二種類がある。
桑住平ルート
距離：約3.5km、標高差：約850m、登山口から山頂までの所要時間：約4時間
針生平ルート
距離：約4km、標高差：約1,000m、登山口から山頂までの所要時間：約3時間30分

## ギャラリー

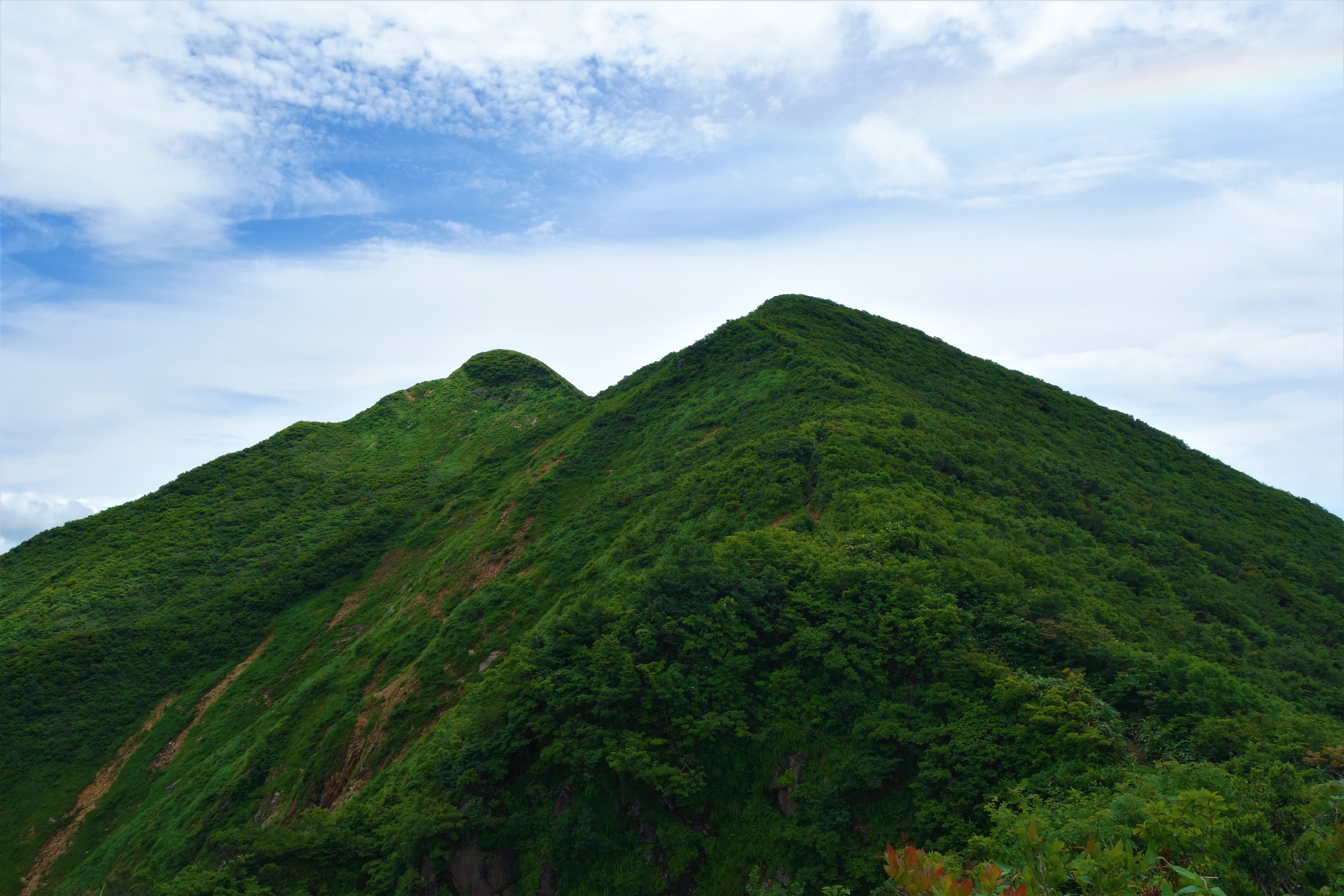
一ノ塔付近からの祝瓶山
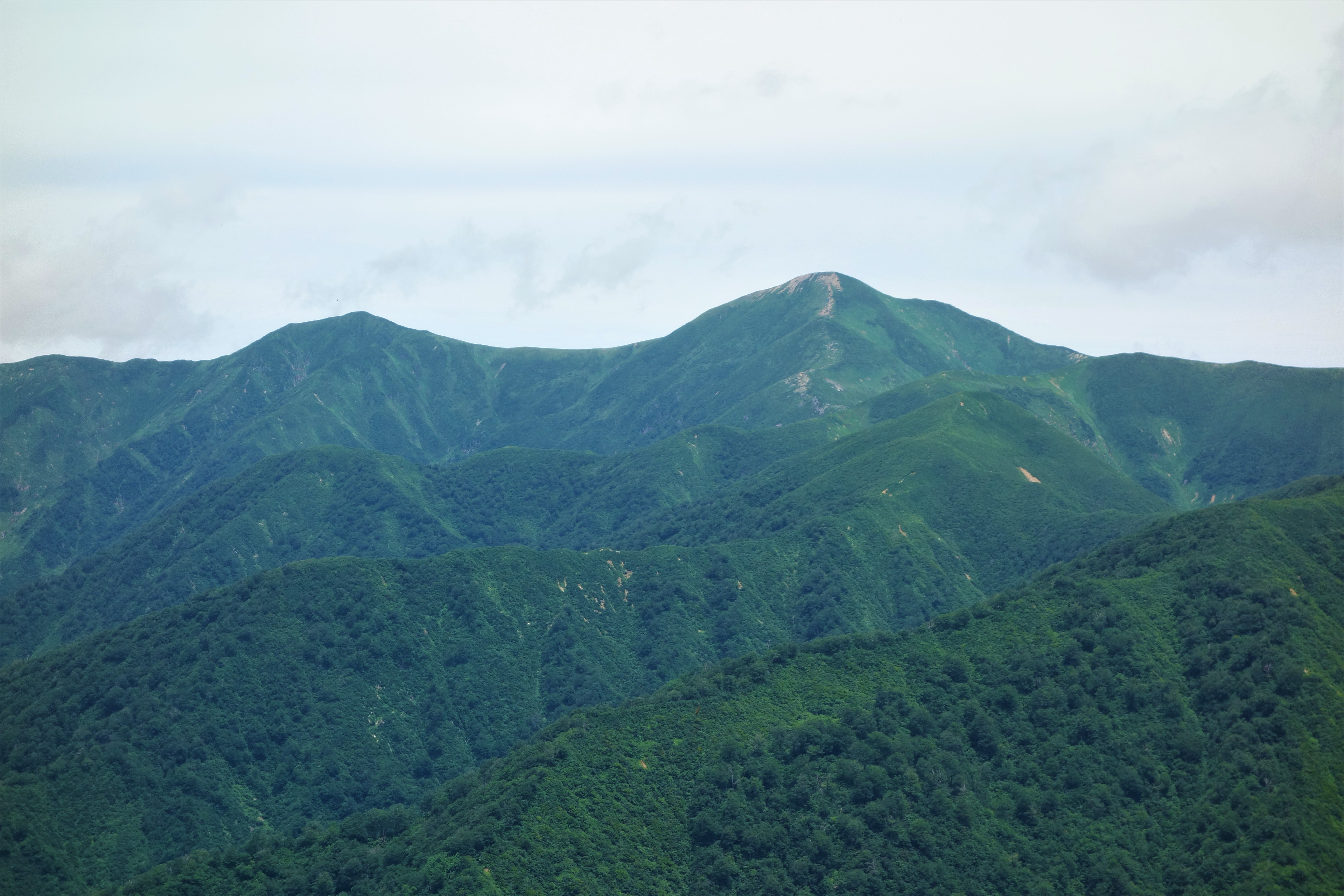
祝瓶山からの大朝日岳
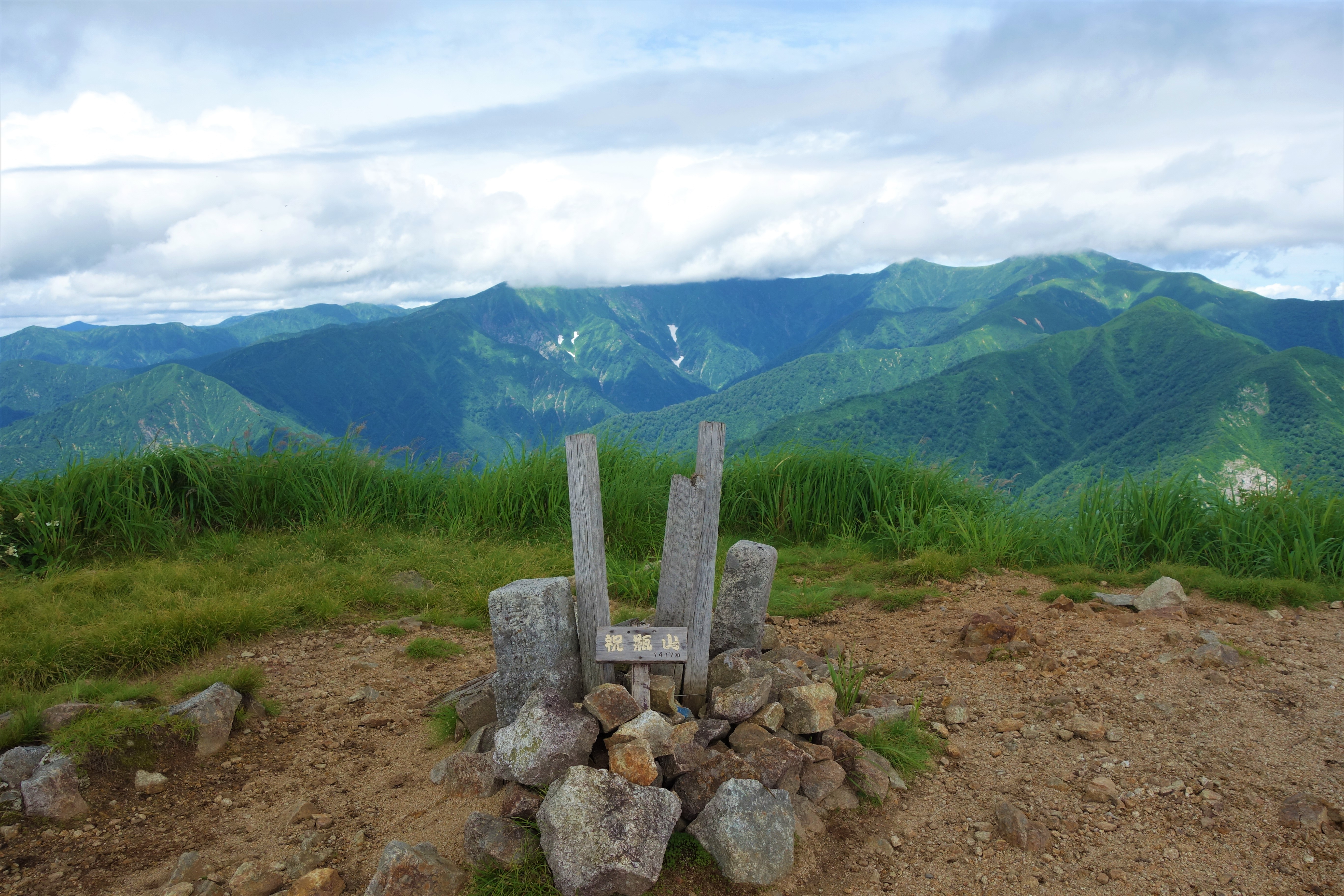
祝瓶山山頂
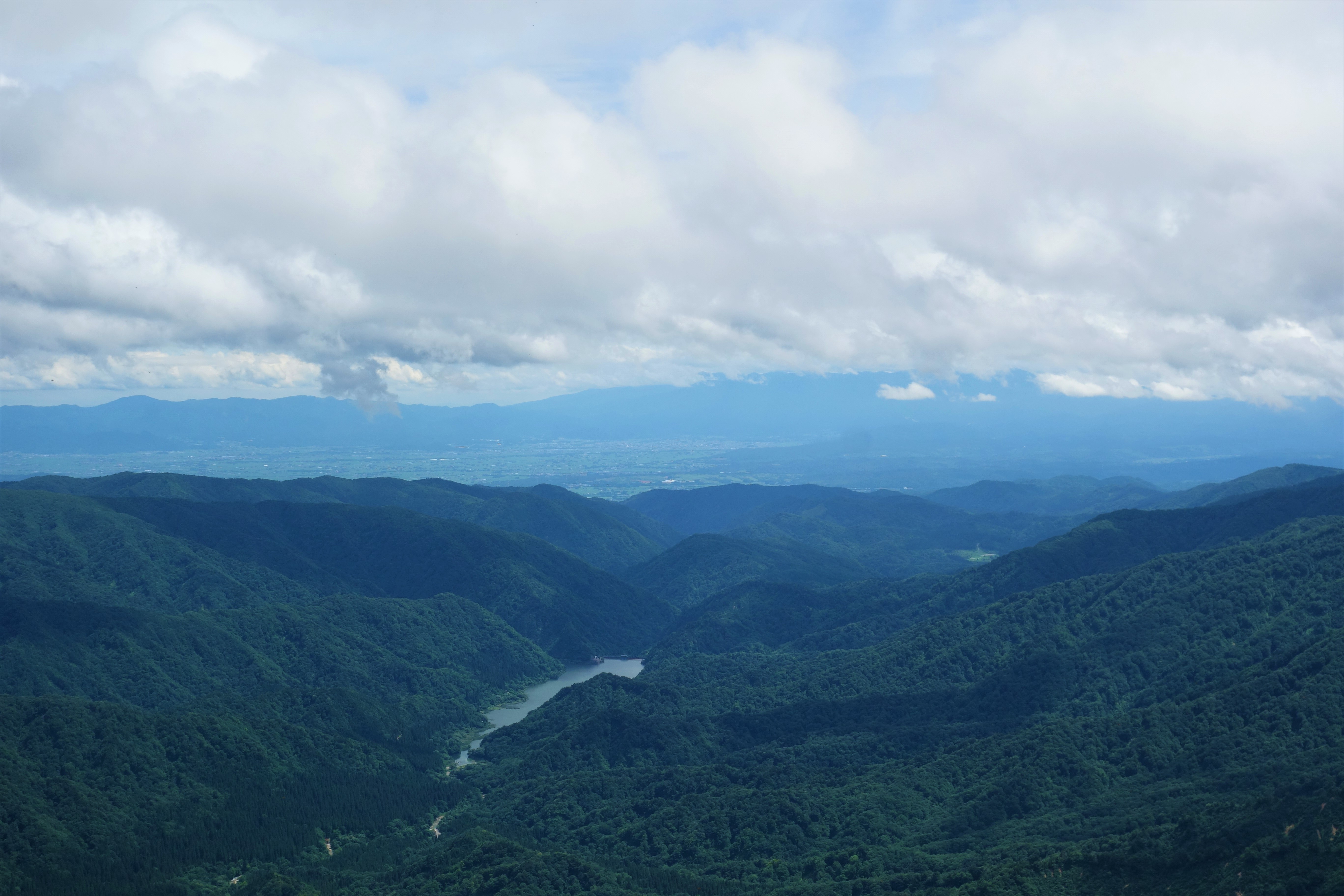
祝瓶山からの木地山ダムと米沢盆地
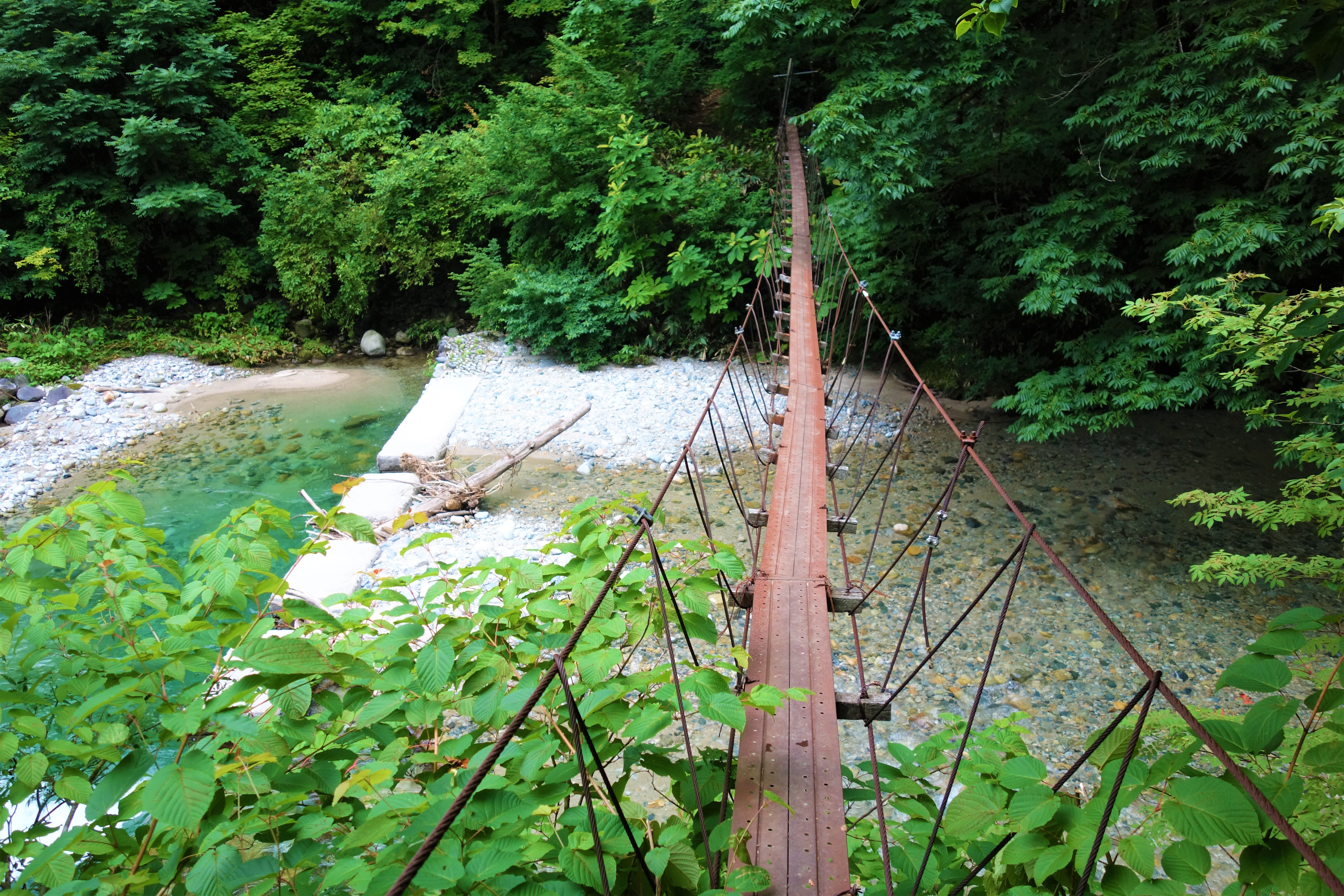
荒川に架かる吊橋
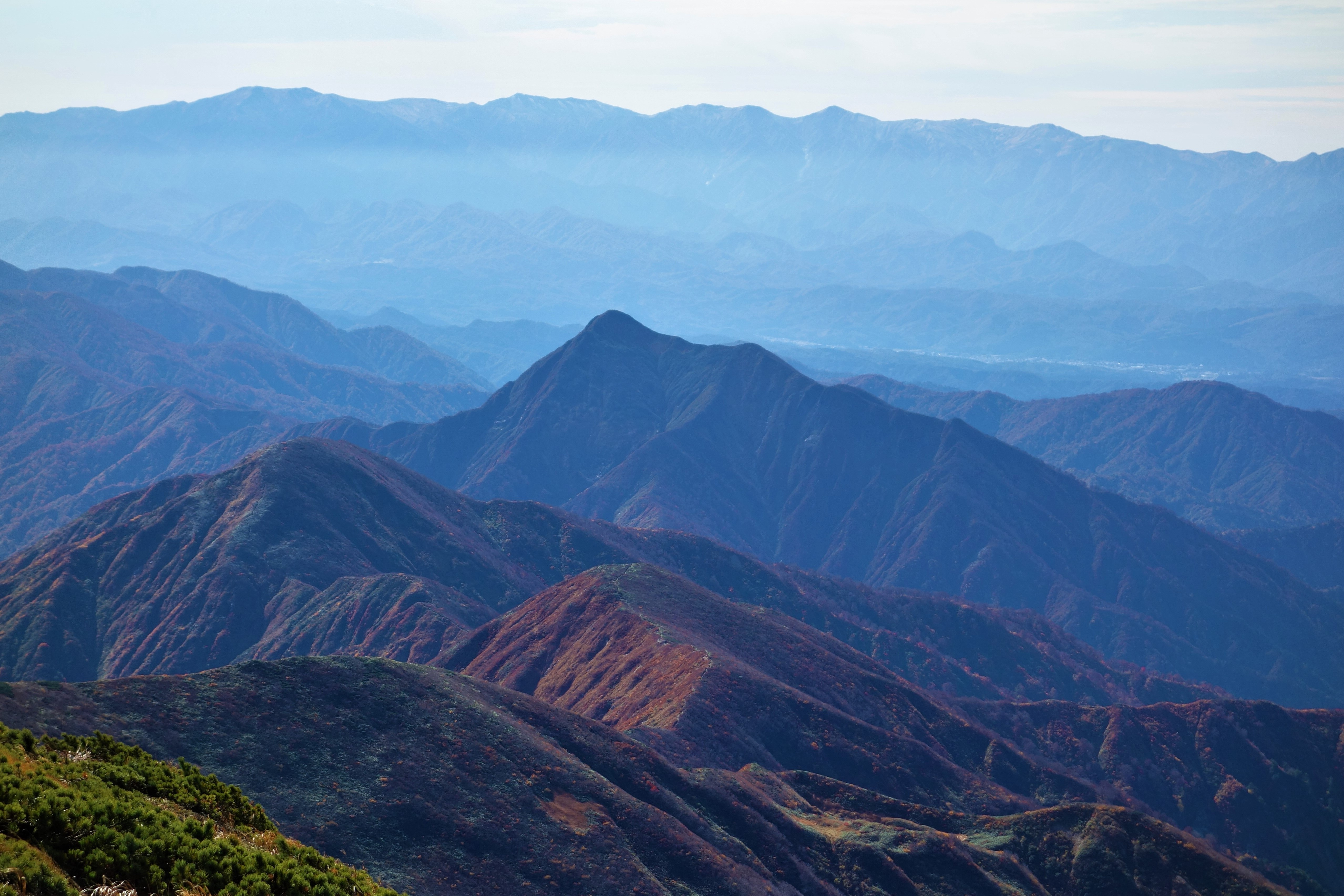
大朝日岳からの祝瓶山

## 周辺
- 長井ダム
- 木地山ダム

## 参考資料
- 「分県登山ガイドNo.5 山形県の山」奥田博・高橋金雄、山と渓谷社、2003年 ISBN 4-635-02165-3
- 「新・分県登山ガイドNo.5 山形県の山」高橋金雄・斎藤政広・寒河江伸治、山と渓谷社、2009年 ISBN 978-4-635-02305-4